# Palacio de Lamuza
El Palacio de Lamuza o Complejo de Lamuza (hoy Parque de Lamuza y antiguamente Palacio de los marqueses de Urquijo) es un complejo arquitectónico y paisajístico situado en la localidad española de Llodio, provincia de Álava. Se trata de una construcción original del siglo XVIII resuelta en clave de barroco clasicista, ampliada posteriormente en estilo ecléctico y regionalista durante el siglo XIX por los arquitectos Francisco de Cubas y González-Montes y Francisco de Mendoza y Cubas, y por Luis de Landecho Jordán de Urríes en el siglo XX.

## Origen del complejo
Lamuza conforma un excepcional conjunto de vivienda unifamiliar aristocrática de 7784 m² rodeada de una extensa finca ajardinada de 94.490 m² que tiene su origen en la compra, en 1876, del palacio o casa matriz de Lamuza por parte de Estanislao de Urquijo y Landaluce (Murga, Álava, 7 de mayo de 1816 – Madrid, 30 de abril de 1889), primer marqués de Urquijo y vinculado familiarmente a Llodio, para destinarlo a residencia de verano. 
El edificio primigenio, de planta cuadrada y compuesto de planta baja, piso principal y desván —sumando una superficie total de 332 m² y 72 decímetros—, fue levantado a comienzos del siglo XVIII por el mayorazgo de Orue en un sobrio estilo barroco clasicista en el que destacan, como únicos elementos decorativos de la fachada, las ménsulas sobre las que apoyan los balcones, la elegante forja de los barandales y el escudo familiar, sustituido hoy por el del municipio. Construido con gruesos muros de mampostería y esquinales y recercos de hueco de sillería, en su estado original se componía de «cuadra, portalada, dos bodegas, habitación principal, oratorio y desván», siendo el armazón de estructura de madera de roble.